# Maksimilijan I., car Svetog Rimskog Carstva
Maksimilijan I. (Bečko Novo Mjesto, 22. ožujka 1459. – Wels, 12. siječnja 1519.), njemački kralj i rimsko-njemački car iz dinastije Habsburg, sin Fridrika III. (IV.). Svojim ženidbama i vještom dinastičkom politikom uzdigao je Habsburgovce u najmoćniju europsku vladarsku kuću. Prema mišljenju povjesničara, bio je utjelovljenje posljednjeg viteza, koji je snivao jedinstvenu europsku srednjovjekovnu monarhiju.

## Životopis
Rođen je 1459. godine u Bečkom Novom Mestu u obitelji Fridrika III. i Eleonore Portugalske. Tijekom odrastanja je imao poteškoća s govorom zbog genetske mutacije Habsburgovaca, izražene donje usne te pogrešno složenih zubi i čeljusti. Njegov se otac bojao da će ga strani vladari i javnosti smatrati hendikepiranim.
Maksimilijan je kroz odrastanje promatrao svog oca koji nije volio ni najmanje riskirati na polju politike, već je sve promatrao izrazito pragmatično. Za razliku od njega, Eleonora je bila energična, temperamentna žena koja se posvetila djeci, tako da je Maksimilijan njoj bio iznimno privržen. U dobi od 8 godina mu je majka umrla, što je na njega ostavio dubok trag cijeli život.
Nakon majčine smrti, Maksimilijan se školovao isključivo preko od oca naručenih učitelja. Stekao je široku humanističku naobrazbu, pisao je pjesnička i prozna djela, a bio je ujedno kolekcionar i mecena kulture i umjetnosti. 

## Burgundski vojvoda
Već 1463. godine, kada Maksimilijanu nije bilo više od četiri godine, papa Pio II. (koji je nekada bio savjetnik njegova oca) predložio je Fridriku III. brak između Maksimilijana i Marije Burgundske, kćeri burgundskog vojvode Karla Smjelog. Burgundija je tada bila iznimno bogata i u stalnom sukobu s Francuskom. Karlu se svidio prijedlog. Usprkos tome što je u srcu srednjovjekovne Europe, Burgundija se razvijala u modernu državu ustavnog uređenja.
Usprkos prepucavanjima njihovih roditelja, vjenčanje se bez Maksimilijanove prisutnosti održalo 1477. godine te je Maksimilijan jure uxoris postao burgundski vojvoda. Marija će mu roditi troje djece od kojih je jedno ubrzo umrlo. Ostalo dvoje su bili Filip i Margareta. Maksimilijan je bio istinski sretan i zaljubljen muž. Nakon nje nikada više nije našao pravu ljubav.
Nakon Marijine iznenadne smrti 1482. godine, sukobio se s francuskim kraljem Lujom XI. oko burgundske baštine i bio poražen, čime je izgubio vrijedne posjede. Međutim, nakon pohoda na Francusku 1493. godine vratio je Burgundiju pod svoju vlast.
Kasnije će Maksimilijan biti pokopan pokraj svoje prve supruge.

## Ratnički kralj
Sudjelovao je u nizu ratova radi gospodstva nad Burgundijom, Italijom i Nizozemskom i pristupao je raznim savezima (Cambraiska liga 1508., Sveta liga 1512. i savez s Engleskom protiv Francuske 1513. – 1515.).
Bio je izabran za njemačkog kralja u Frankfurtu 1486. godine i okrunjen iste godine u Aachenu, a poslije očeve smrti 1493. postao je starješina obitelji Habsburg.

### Sukob s Hrvatsko-Ugarskom
Maksimilijan nije podržao očevu ideju da se njegova mlađa dvanaestogodišnja sestra Kunigunda uda za Matiju Korvina koji je tada bio u četrdesetima.
Nakon smrti Matijaša Korvina 1490. zatražio je od Mađara da ispoštuju ugovor o nasljeđivanju iz 1463. godine, a kada su to odbili i izabrali češkog kralja Vladislava Jagelovića za hrvatsko-ugarskog kralja, Maksimilijan je započeo rat tijekom kojeg je uspio vratiti Beč i Austriju koje su Mađari oteli 1485. godine u ratu te sjediniti sve habsburške zemlje. Mirom u Požunu 1491. s hrvatsko-ugarskim kraljem Vladislavom II. osigurao je pravo Habsburgovaca na Hrvatsku i Ugarsku te je uzeo naslov hrvatsko-ugarskog kralja.

### Odnos sa Španjolskom
Godine 1496. oženio je svog sina Filipa I. Lijepog († 1506.) sa španjolskom princezom Ivanom Ludom, čime su Habsburgovci trebali steći španjolsku krunu. Budući da mu je sin umro prije krunidbe, odlučeno je da će španjolsku krunu nasljediti njegov stariji sin Karlo, kojemu će do punoljetnosti skrbnik biti Ferdinand Aragonski.
Maksimilijan je 1500. godine proširio obiteljske posjede, stekavši baštinu grofova Goričkih, čime je osigurao vezu s Trstom i Pazinsku grofoviju, a 1504. godine proširio je i tirolske posjede. Dvije godine kasnije, sklopio je još jedan ugovor o nasljeđivanju s Vladislavom II. po kojem je Maksimilijanov mlađi unuk Ferdinand, trebao uzeti za ženu Vladislavovu kćer Anu, a Maksimilijanova unuka Marija, trebala se udati za Vladislavova sina, ako ga ovaj dobije. Tim ugovorom, nadao se osigurati pravo na hrvatsko-ugarsko prijestolje. Unatoč potpisanom ugovoru, ponovno je izbio rat između Maksimilijana i Vladislava II. koji je obustavljen kada se Vladislavu rodio sin, Ljudevit. Godine 1515. uglavljen je novi ugovor o nasljeđivanju koji je garantirao zaruke između Vladislavova sina Ljudevita i Maksimilijanove unuke Marije te privremeni brak između samog Maksimilijana i Vladislavove kćeri Ane.

## Potomstvo
Ženio se tri puta; prvo s Marijom Burgundskom 1477., potom s Anom Bretonskom 1489. i Biancom Sforza 1493. godine. Imao je ukupno troje djece, svu iz prvog braka:
- Filip I. Lijepi, austrijski nadvojvoda, suprug kraljice Ivane Lude
- Margareta Austrijska, nizozemska namjesnica
- Franjo, umro 1481. uskoro nakon poroda

## Vanjske poveznice
- Maksimilijan I. Habsburški Hrvatska opća enciklopedija
- Maksimilijan I. Habsburški Proleksis enciklopedija
- Maximilian I Britannica (engl.)
- Maximilian I (Holy Roman Empire) (engl.)

| Prethodnik: Fridrik III. | Rimsko-njemački car car (1508. – 1519.) | Nasljednik: Karlo V. |